# ニシキウツギ
ニシキウツギ（二色卯木・二色空木、学名: Weigela decora）はスイカズラ科タニウツギ属の落葉低木である。

## 名称
和名ニシキウツギの由来は、花の咲き始めが淡黄白色であるが、次第に紅色に変化することから「二色」（ニシキ）の名が付けられたものであり、「錦」の意味ではない。「ウツギ」は漢字で「空木」あるいは「卯木」と書き、空木は小枝が中空であることから、また卯木は卯月（陰暦4月、陽暦5月）に花が咲くことに由来する。

## 分布と生育環境
日本の本州の宮城県以南、四国、九州に分布し、主に太平洋側の山地に多く見られ、日本海側にはない。山地の明るい場所に生える。

## 特徴
落葉広葉樹の低木または小高木。樹高は2 - 5メートル (m) になる。樹形は、幹が根元から株立ちする。樹皮は灰褐色で、はじめは縦筋があり、筋に沿って剥がれてくる。枝は、一年枝では茶褐色で無毛か稜に毛があり、古くなると陵が目立つようになり、灰黒色になる。樹皮の表面につく皮目は、楕円形や割れ目型である。
葉は対生し、葉身は長さ5 - 10センチメートル (cm) の楕円形から広楕円形で、葉縁に鋸歯がある。葉の裏面の主脈上に毛が密生する。秋には紅葉し、基本は黄色だが、日当たりのよい部分だけが赤みを帯び、時に蛍光色のように鮮やかになる。
花期は5 - 6月。枝の先端か葉腋に1 - 3個の花を散房状につける。花冠は漏斗状で、先端は5裂し、筒部は基部から先端に向かって次第に太くなる。雄蕊は5本、雌蕊は1本あり、花柱は雄蕊より長い。1本の木に白色とピンク色の2色の花を咲かせる時期があるが、これは咲き始めが白色で、徐々にピンクや紅色へと変化するためである。
冬も果実が枝に残る。冬芽は対生し、卵形や狭卵形で褐色。芽鱗は薄く、6 - 8枚つく。冬芽わきにつく葉痕は、三角形や倒松形で、維管束痕は3個ある。
- 樹皮
- 枝葉
- 葉
- 花

## 利用
庭木としても植栽され、公園樹としても利用される。

## 類似種
類似にハコネウツギ（学名: Weigela coraeensis）があり、花冠の筒部が中央から太くなっているのが特徴で、ニシキウツギと見分けられる。